# Bix Beiderbecke
Leon (Bix) Beiderbecke (Davenport, 10 maart 1903 – New York, 6 augustus 1931) was een Amerikaanse jazzcomponist, -pianist en -kornettist. Samen met Louis Armstrong was hij een van de meest toonaangevende jazzsolisten van de jaren twintig.
Beiderbecke werd geboren in Davenport (Iowa) in een muzikaal middenklassengezin. Als tiener was hij vaak op de oevers van de Mississippi te vinden, waar hij luisterde naar de bands die op de rivierschepen speelden die uit het zuiden kwamen. Beiderbecke leerde zichzelf kornet spelen, waarbij hij de ventielen op zijn eigen -moeilijkere- manier gebruikte. Hierdoor kon hij later moeilijke passages spelen met eenvoudige vingerzettingen.
Na een weinig succesvolle periode op de highschool, stuurden zijn ouders hem in 1921 naar een militaire academie. In de weekenden kon hij deze school verlaten en dan bezocht hij de jazzclubs op Chicago's South Side, waar veel jazzmusici uit New Orleans speelden. Beiderbecke verliet na anderhalf jaar deze school en kreeg in 1923 zijn eerste baan als jazzmuzikant bij een club in Ohio met zijn band The Wolverines. In 1924 maakten zij hun eerste plaatopname. In 1925 verlieten verschillende bandleden, waaronder Bix, de Wolverines. Beiderbecke kwam terecht bij de band van Frankie Trumbauer in Saint Louis. Met Trumbauer kwam Bix daarna terecht bij het toen fameuze orkest van Jean Goldkette. Toen Goldkette in 1927 zijn topmusici niet langer kon betalen, stapte Bix met enkele anderen, onder wie Frank Trumbauer over naar het Paul Whiteman Orchestra, indertijd de best betaalde jazzformatie.
Beiderbecke kreeg steeds meer problemen binnen de band door zijn overmatige alcoholgebruik. Hij overleed in 1931 op 28-jarige leeftijd in zijn appartement in Queens. Als officiële doodsoorzaak werd longontsteking en hersenoedeem opgegeven.

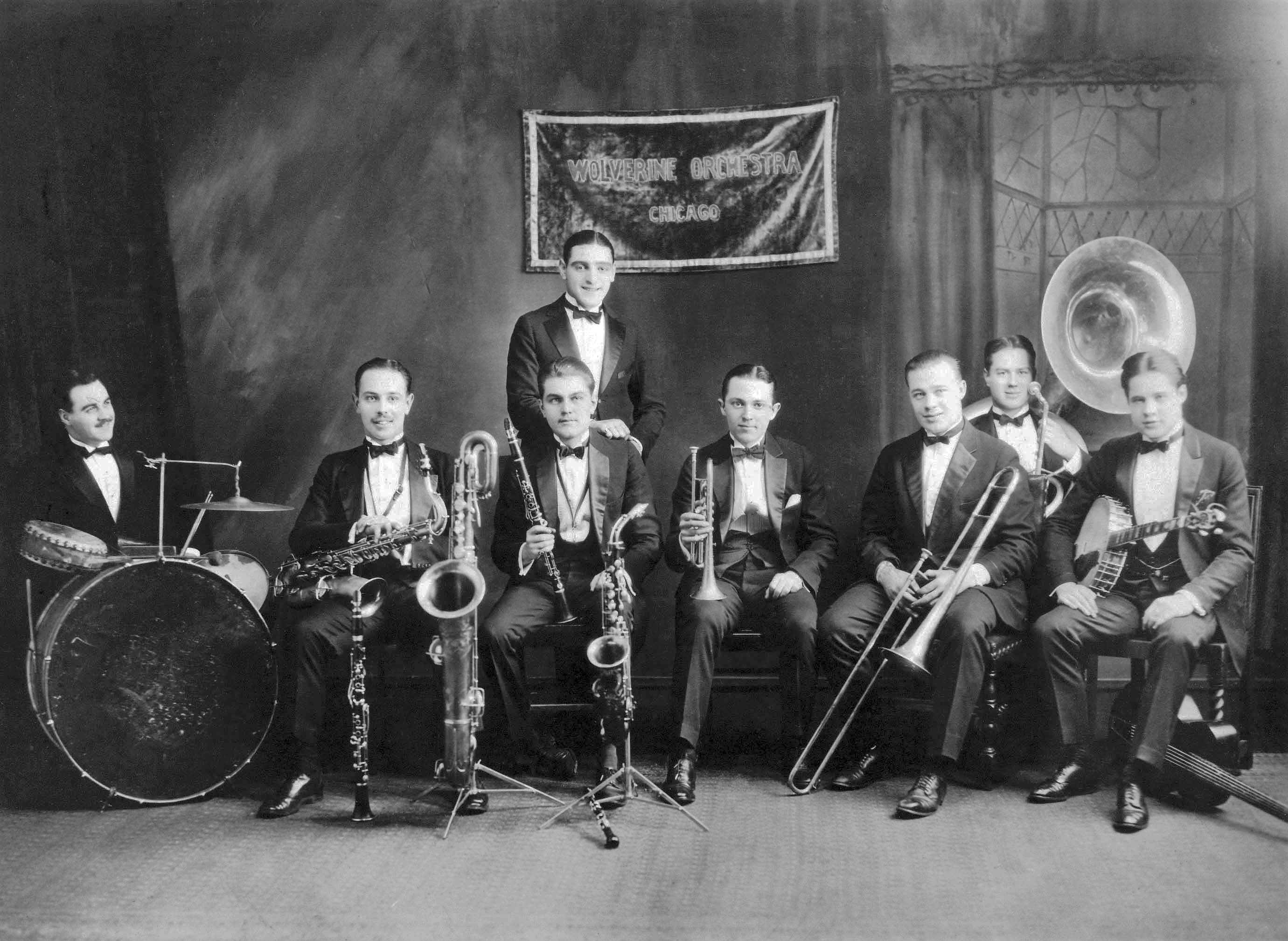
Wolverine orchestra 1924
- Bix Beiderbecke met The Wolverines: Copenhagen, opname van 6 mei 1924